# Viladomiu Vell

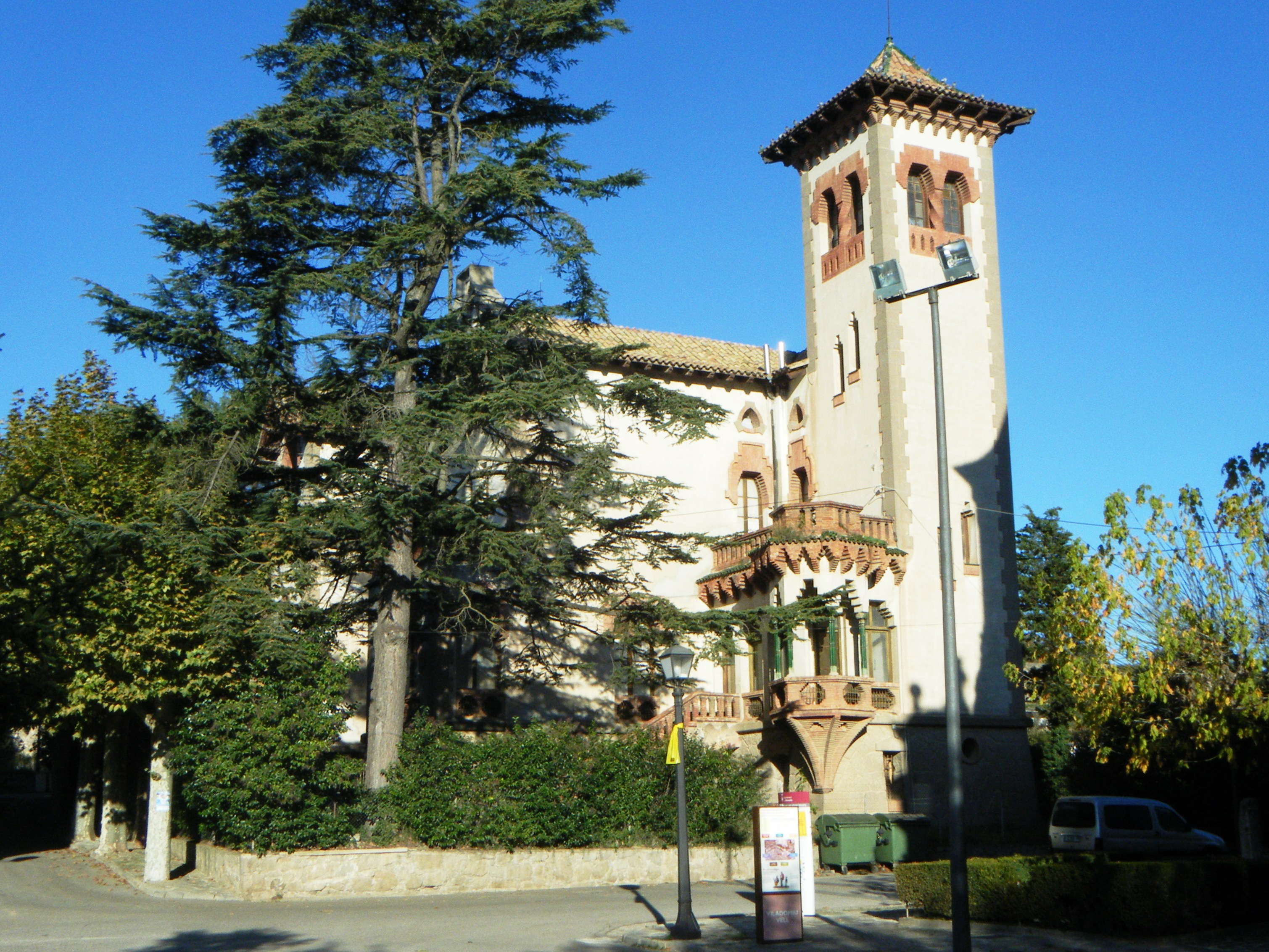
Façana de la Torre de l'Amo de Viladomiu Vell

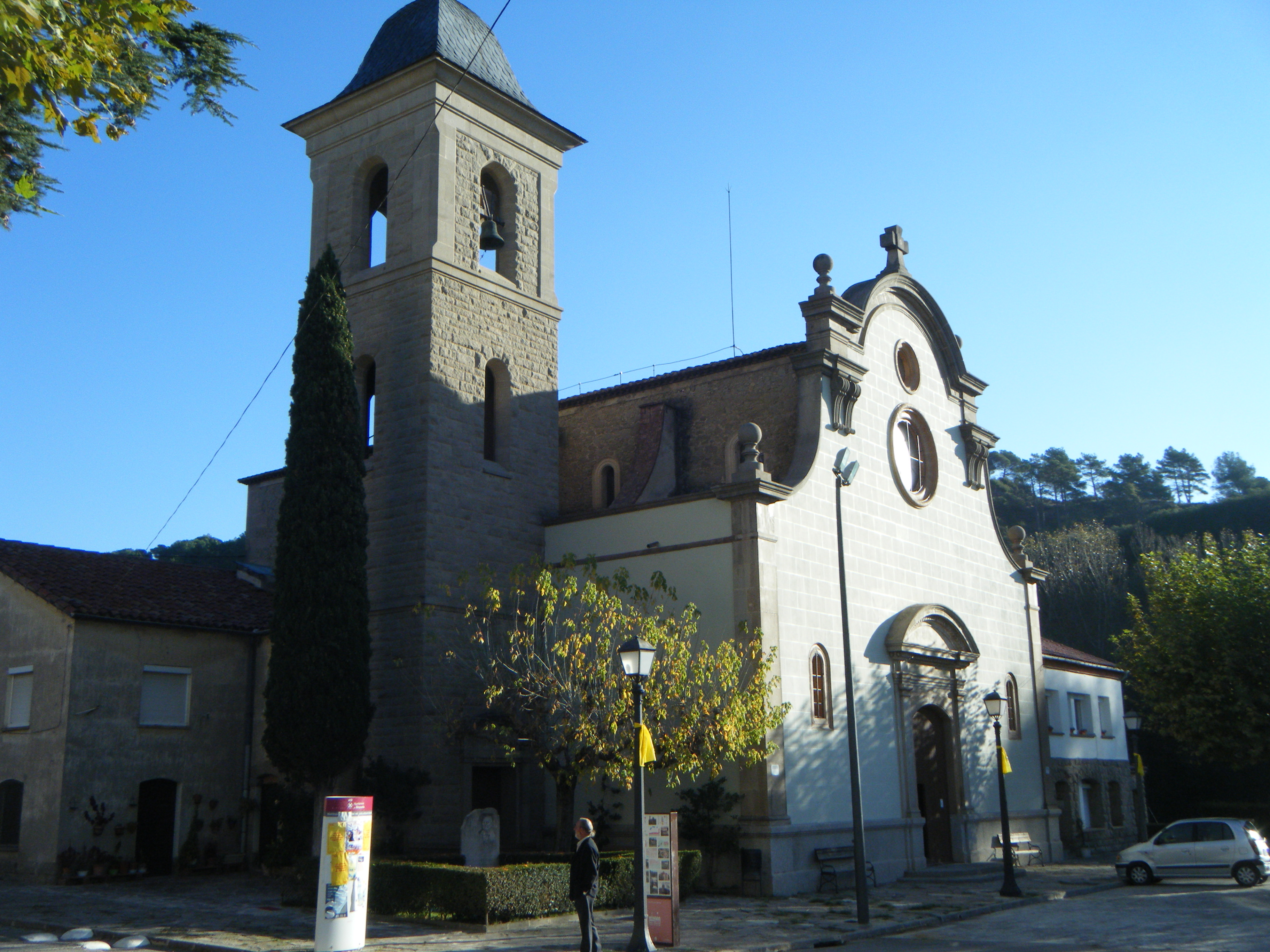
Església de Viladomiu Vell

Viladomiu Vell és una colònia tèxtil del municipi de Gironella (Berguedà), entre Viladomiu Nou i cal Bassacs, inclosa en l'Inventari del Patrimoni Arquitectònic de Catalunya.

## Descripció
Viladomiu Vell va ser la primera colònia que construí Tomàs Viladomiu i Bertran. Situada a la plana de Sant Marc, va comptar de seguida amb tots els elements característics d'una colònia desenvolupada: la fàbrica i els edificis industrials annexos, els habitatges per als treballadors, els serveis, la torre de l'amo i l'església.

### Edificis i espais d'interès
- L'església: Es començà a construir l'any 1883, s'inaugurà el 1885 i fou rehabilitada el 1948. Està dedicada a Sant Marc i presenta cinc altars de marbre i diverses pintures. El campanar fou construït l'any 1950.[3]

- Torre de l'amo: Es començà a construir el 1878 i s'inaugurà el 1910. Era una torre molt espectacular, però actualment presenta un estat de conservació molt deficient.

- Xalet del director: Construït l'any 1920.

- La muralla: Es construí l'any 1889 i després de la Guerra Civil deixà d'utilitzar-se. Actualment encara se'n conserva una part. Fins al 1936 marcava els límits de la colònia i els treballadors no podien entrar ni sortir del recinte a partir de les 9 o les 10 del vespre.

- Pont de pedra sobre el canal: Construït el 1897.

- Habitatges: Els més antics que es conserven actualment daten de l'any 1887. Els més moderns són del 1950.

- Passeig: Carrer llarg i ample on destaca l'ombra d'uns grans plataners i els bancs construïts els anys vint del segle xx.

## Història
El fundador de Viladomiu Vell fou Tomàs Viladomiu i Bertran, el patriarca d'una nissaga que exemplifica el tipus de personatges i famílies que protagonitzaren l'impuls i difusió del model de la colònia industrial, a les comarques interiors de Catalunya, durant la segona meitat del segle xix. L'any 1868, interessat per expandir els seus negocis, pujà Llobregat amunt fins que arribà a la plana de Sant Marc, on avui trobem Viladomiu Vell. Convençut que aquell era un bon lloc -pla, al costat del riu i barat- per construir-hi una fàbrica, comprà els terrenys. Tres anys després, el 1871, la fàbrica ja funcionava i es començà a construir el primer grup d'habitatges per als obrers, donant forma al carrer Vell de la colònia, que després va desaparèixer. En aquell mateix carrer, els Viladomiu hi feren construir un habitatge per a ells i una botiga de queviures.
Va ser una de les primeres indústries dedicades al tèxtil organitzades sota el sistema de Colònia. Les obres de la fàbrica de Viladomiu Vell s'iniciaren el 1868 i el 1871 es posava en funcionament. L'any 1882 va obtenir l'estatut de colonia agrícola e industrial i va beneficiar-se de les exempcions fiscals que la llei concedia. Des d'aquest any fins a principis del segle XX: l'església fou beneïda l'any 1885, la torre dels propietaris inaugurada el 1910 i en 1897 es renovaren les turbines. La família Viladomiu va ampliar l'empresa amb la construcció de noves colònies tèxtils (comprà els terrenys per construir Viladomiu Nou el 1876, i es començà a construir el 1880), o amb l'adquisició de colònies ja formades a l'eix de l'alt Llobregat (Marc Viladomiu comprà El Guixaró el 1929 i el mateix any Josep Viladomiu comprà Cal Marçal). Amb la producció combinada de filats i teixits, la colònia va créixer al voltant de la fàbrica amb un seguit de carrers paral·lels i una plaça, centrada per l'església i la Torre.
El 1971 hi treballaven 347 persones. Tancà a la segona meitat dels anys vuitanta i el 2003 passà a formar part del conjunt museístic industrial del Parc Fluvial del Llobregat. L'any 2009 l'antiga colònia tenia 110 habitants.

### Cronologia
El naixement i el creixement de la Colònia es va produir a l'últim terç del segle xix i principis del segle xx. Segons el manuscrit inèdit de Ramon Casals, mossèn de la colònia, la cronologia és la següent:
- 1868: Tomàs Viladomiu compra el terreny de la Plana de Sant Marc i inicia la construcció de la resclosa i el canal.
- 1871: Es posa en funcionament la fàbrica, amb quatre cases per als obrers i cavallerisses.
- 1874: S'obre una carnisseria.
- 1875: Es traça el carrer de Cal Peu-Curt.
- 1877: Es construeix el primer oratori de la colònia en uns baixos del carrer de Cal Peu-Curt. També es construeix l'escola de nois i el primer forn de pa.
- 1878: Es comença a construir la torre dels amos. A la planta baixa d'aquesta s'hi instal·la la fusteria. L'orquestra de treballadors fa les primeres audicions. Es posa en funcionament la foneria. Es constitueix la Hermandad de San Marcos para Socorros Mutuos.
- 1883: Es comencen les obres de construcció de l'església. S'inaugura l'enllumenat elèctric dels carrers. Primera festa major de la colònia.
- 1885 S'inaugura l'església i es nomena un capellà. Es construeixen les escoles adossades a l'església. Es construeixen els habitatges del carrer Nou, juntament amb la botiga de comestibles, la carnisseria el cafè, la fonda i una sastreria. Es nomena el primer alcalde de barri.
- 1887: Construcció d'un nou carrer, on s'instal·la el forn de pa i l'estanc.
- 1888: Es nomena el metge de la colònia.
- 1889: Construcció de la muralla.
- 1892: Primeres representacions teatrals.
- 1900: Es funda el cor la Nova Aliança Muntanyenca.
- 1910: S'inaugura la torre dels propietaris.
- 1918: Es construeix l'escorxador.
- 1923: S'inaugura l'enllumenat elèctric als habitatges dels treballadors i al camp de futbol.